# Uwe Gensheimer
Uwe Gensheimer (* 26. Oktober 1986 in Mannheim-Neckarau) ist ein ehemaliger deutscher Handballspieler, der den Großteil seiner Spielerkarriere für die Rhein-Neckar Löwen aktiv war. Seit seinem Karriereende ist er sportlicher Leiter der Mannschaft.

## Karriere

### Im Verein
Uwe Gensheimer begann im Alter von fünf Jahren beim TV 1892 Friedrichsfeld mit dem Handball. 2003 wechselte der 1,88 Meter große Linksaußen in seinem zweiten B-Jugendjahr zum Bundesligisten SG Kronau/Östringen, den späteren Rhein-Neckar Löwen. In der ersten Saison 2003/04 wurde er mit der A-Jugend Badischer und Süddeutscher Meister und erhielt erste Einsätze bei den Profis, die in dieser Saison erstmals in der Bundesliga spielten. Mit der SG stieg er 2004 in die 2. Handball-Bundesliga ab, aber in der folgenden Saison gelang der sofortige Wiederaufstieg. Beim HBL All-Star Game 2006 wurde er als Rookie des Jahres geehrt.
2006, 2007 und 2010 zog er mit den Löwen ins Finale des DHB-Pokals ein, das aber jeweils gegen den HSV Hamburg bzw. den THW Kiel verloren wurde. 2011, 2012, 2013 und 2014 wurde Gensheimer von den Lesern der Handballwoche zum Handballer des Jahres gewählt und war zudem 2012 Torschützenkönig der Handball-Bundesliga. 2011 wurde er zusätzlich auch als Spieler der Saison (MVP) ausgezeichnet. Er spielte mit den Rhein-Neckar Löwen im EHF-Pokal, im Europapokal der Pokalsieger und in der EHF Champions League, wo er in der Saison 2010/11 Torschützenkönig wurde. Sein bisher größter Erfolg ist der Gewinn der Deutschen Meisterschaft 2016 mit den Rhein-Neckar Löwen, nachdem 2013/14 lediglich zwei Tore zum Titelgewinn fehlten und 2014/15 lediglich zwei Punkte. International gewann er 2013 mit dem EHF-Europa-Pokal seinen ersten Titel. Sein Vertrag bei den Löwen lief im Sommer 2016 aus, danach verabschiedete er sich mit der ersten deutschen Meisterschaft der Vereinsgeschichte zum französischen Erstligisten Paris Saint-Germain.
In seiner ersten Saison in Frankreich konnte er die französische Meisterschaft gewinnen, in der zweiten sogar das Double aus Meisterschaft und Pokal. In der Champions League verlor man 2016/17 als Favorit etwas überraschend das Finale gegen RK Vardar Skopje mit 23:24. In der Champions-League-Saison 2017/18 war bereits im Halbfinale nach einer Niederlage gegen HBC Nantes Schluss. Jedoch konnte man das Spiel um Platz drei gegen den Finalgegner aus dem Vorjahr Vardar Skopje gewinnen. In beiden Jahren war er am Ende der Saison der beste Torjäger der Champions League. Am 30. Januar 2019 wurde auf einer Pressekonferenz seine Rückkehr zu den Rhein-Neckar Löwen bestätigt, Gensheimer unterschrieb einen Vertrag von Sommer 2019 bis 2022, den er im Dezember 2021 bis 2024 verlängerte.
Am 12. September 2019 erzielte er beim Spiel gegen HBW Balingen-Weilstetten sein 2000. Tor in der Handball-Bundesliga. Er ist der elfte Spieler, der diese Marke in der ewigen Torjägerliste der Liga übertraf. Zum Ende der Saison 2022/23 kletterte er mit 2434 Toren auf den sechsten Rang.
Nachdem die ersten Bundesliga-Saisons nach Gensheimers Rückkehr eher durchwachsen verliefen, konnten die Löwen in der Saison 2022/23 wieder an frühere Leistungen anknüpfen. Höhepunkt dieser Saison war der Gewinn des DHB-Pokals 2022/23 im April 2023 mit einem 36:34-Sieg nach Verlängerung und Siebenmeterwerfen gegen den SC Magdeburg. Für Gensheimer war dieser Triumph ein ganz besonderer, da er ja beim ersten Pokalsieg 2018 in Frankreich gespielt hatte und seine ersten neun Teilnahmen mit den Löwen am DHB-Final Four erfolglos verliefen.
Vor der Saison 2023/24 ließ sich Uwe Gensheimer wegen immer wieder aufgetretener Beschwerden am Knie operieren. Geplant war ein Wiedereinstieg in der zweiten Saisonhälfte, aber in der Reha und den ersten Trainingseinheiten gab es immer wieder Rückschläge. Diese gesundheitlichen Probleme waren dann der Grund, dass er am 8. Dezember 2023 seinen Rücktritt als Spieler bekannt gab. Im letzten Heimspiel am 30. Mai 2024 kehrte er für einige Minuten nochmal auf das Spielfeld zurück und verabschiedete sich mit vier Toren von seinen Fans. Am 4. Februar 2025 gab es ein Abschiedsspiel für Gensheimer, bei dem Uwe’s Allstars mit vielen Legenden aus seiner Karriere vor ausverkaufter SAP-Arena gegen die Rhein-Neckar-Löwen antraten. Ab der Saison 2024/25 übernimmt er schrittweise den Posten des sportlichen Leiters des Vereins.

### In der Nationalmannschaft
Gensheimer war Torschützenkönig der Jugend-EM 2004. Da sich die Jugend-Nationalmannschaft nicht für ihre Weltmeisterschaft qualifizierte, nahm Gensheimer 2005 bereits im Alter von 18 Jahren an der U21-WM in Ungarn teil und wurde mit den zwei Jahre älteren Junioren Vierter. Mit der deutschen U20-Junioren-Nationalmannschaft gewann er 2006 die Europameisterschaft und wurde ins All-Star-Team des Turniers gewählt. 2007 wurde er Vize-Weltmeister bei der U21-Junioren-Weltmeisterschaft in Ohrid (Mazedonien) und zum wertvollsten Spieler (MVP) gewählt.

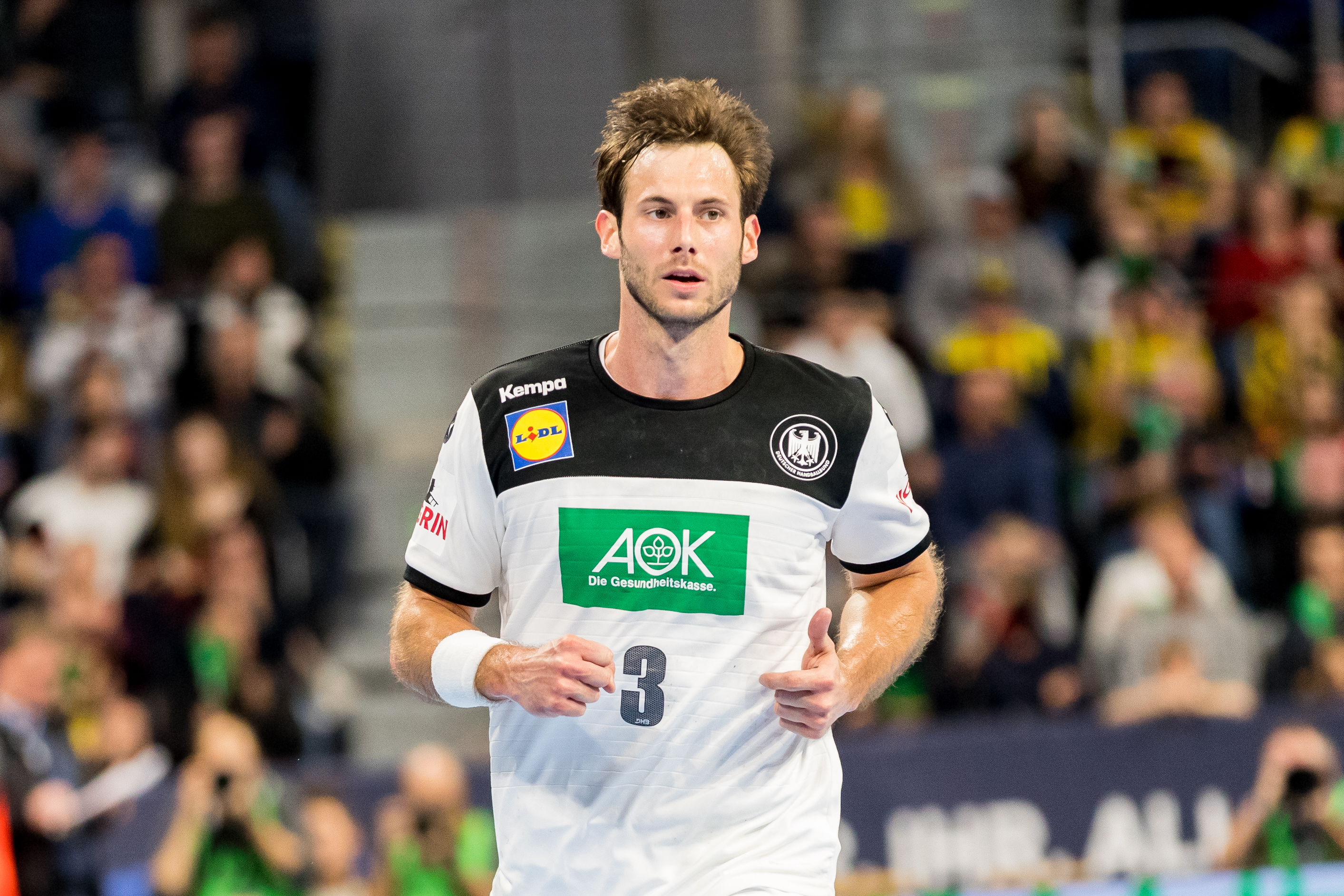
Uwe Gensheimer beim Sieg gegen Island am 4. Januar 2020

Am 25. November 2005 absolvierte Uwe Gensheimer seinen ersten Einsatz in der deutschen A-Nationalmannschaft in Lemgo gegen Slowenien. Mit Deutschland nahm er an den Europameisterschaften 2010 und 2012 sowie an der Weltmeisterschaft 2011, der Weltmeisterschaft 2015, der Weltmeisterschaft 2017 und der Weltmeisterschaft 2019 teil. 2014 wurde Gensheimer Kapitän der Nationalmannschaft. Die Europameisterschaft 2016, bei der Deutschland den Titel gewann, verpasste er aufgrund einer Verletzung. Bei den Olympischen Spielen 2016 in Rio de Janeiro gewann er die Bronzemedaille. Dafür wurde er am 1. November 2016 mit dem Silbernen Lorbeerblatt geehrt. Zur Europameisterschaft 2018 wurde er von Bundestrainer Christian Prokop in den 20er-Kader berufen, der die Vorbereitung bestritt. Am 7. Januar wurde er in den endgültigen 16er-Kader berufen und nahm damit an der EM 2018 teil. Im Dezember 2018 wurde Gensheimer in den endgültigen Kader für die Weltmeisterschaft 2019, die in Deutschland und Dänemark ausgetragen wurde, berufen. Kapitän Gensheimer spielte, wie die ganze deutsche Mannschaft, ein starkes Turnier und wurde erst im Halbfinale gegen Norwegen gestoppt. Auch das Spiel um Platz drei verlor man unglücklich in den Schlusssekunden mit 25:26 gegen Frankreich. Dennoch war das Turnier vor allem im Vergleich zum vorangegangenen ein großer Erfolg und Gensheimer landete schlussendlich auf Platz vier der Torschützenliste. Mit der deutschen Auswahl nahm er an den Spielen der XXXII. Olympiade 2021 in Tokio teil. Beim Spiel gegen Argentinien kam er zu seinem 200. Länderspieleinsatz. Nach den Olympischen Spielen verkündete er nach 204 Länderspielen und 921 erzielten Toren seinen Rücktritt aus der Nationalmannschaft. Mit 185 Toren ist er der erfolgreichste deutsche Torschütze bei Weltmeisterschaften. 

## Erfolge
- Nationalmannschaft
  - 2019: Halbfinale Weltmeisterschaft 2019 in Deutschland und Dänemark
  - 2016: Bronzemedaille Olympische Spiele 2016 in Rio de Janeiro
  - 2007: Silbermedaille U21-Weltmeisterschaften in Mazedonien
  - 2006: Europameister bei den U20-Europameisterschaften in Österreich
- Vereine
  - EHF-Pokal 2012/13 mit den Rhein-Neckar Löwen
  - Deutscher Meister 2015/16 mit den Rhein-Neckar Löwen
  - Französischer Meister 2016/17, 2017/18 und 2018/19 mit Paris Saint-Germain
  - Französischer Pokal 2017/18 mit Paris Saint-Germain
  - DHB-Pokal 2022/23 mit den Rhein-Neckar Löwen

- Individuelle Auszeichnungen
  - Torschützenkönig EHF Champions League 2011, 2017, 2018
  - Torschützenkönig Handball-Bundesliga 2012
  - Handballer des Jahres 2011, 2012, 2013, 2014
  - Spieler der Saison (MVP) 2011
  - Silbernes Lorbeerblatt 2016
  - Most Valuable Player (MVP) bei der U21-Weltmeisterschaft in Mazedonien
  - All-Star-Team bei den Olympischen Spielen 2016
  - All-Star-Team bei der U20-Europameisterschaft 2006 in Österreich
  - Führender der ewigen WM-Torschützenliste der deutschen Nationalmannschaft
  - Sechster Platz in der ewigen Torschützenliste der Bundesliga

## Saisonbilanzen
| Saison                                 | Verein                                 | Spielklasse                            | Spiele | Tore  | 7-Meter | Feldtore | Tore/Sp. |
| -------------------------------------- | -------------------------------------- | -------------------------------------- | ------ | ----- | ------- | -------- | -------- |
| 2003/04                                | SG Kronau/Östringen                    | Bundesliga                             | 6      | 7     | 2       | 5        | 1,2      |
| 2004/05                                | SG Kronau/Östringen                    | 2. BL Süd                              | 33     | 203   | 57      | 146      | 6,2      |
| 2005/06                                | SG Kronau/Östringen                    | Bundesliga                             | 30     | 168   | 58      | 110      | 5,6      |
| 2006/07                                | SG Kronau/Östringen                    | Bundesliga                             | 33     | 129   | 11      | 118      | 3,9      |
| 2007/08                                | Rhein-Neckar Löwen                     | Bundesliga                             | 32     | 128   | 0       | 128      | 4,0      |
| 2008/09                                | Rhein-Neckar Löwen                     | Bundesliga                             | 33     | 132   | 3       | 129      | 4,0      |
| 2009/10                                | Rhein-Neckar Löwen                     | Bundesliga                             | 34     | 214   | 98      | 116      | 6,3      |
| 2010/11                                | Rhein-Neckar Löwen                     | Bundesliga                             | 34     | 214   | 81      | 133      | 6,3      |
| 2011/12                                | Rhein-Neckar Löwen                     | Bundesliga                             | 33     | 247   | 84      | 163      | 7,5      |
| 2012/13                                | Rhein-Neckar Löwen                     | Bundesliga                             | 16     | 105   | 37      | 68       | 6,6      |
| 2013/14                                | Rhein-Neckar Löwen                     | Bundesliga                             | 31     | 209   | 75      | 134      | 6,7      |
| 2014/15                                | Rhein-Neckar Löwen                     | Bundesliga                             | 36     | 218   | 89      | 129      | 6,1      |
| 2015/16                                | Rhein-Neckar Löwen                     | Bundesliga                             | 29     | 197   | 87      | 110      | 6,8      |
| 2016/17                                | Paris Saint-Germain                    | Starligue                              | 24     | 167   | 55      | 112      | 7,0      |
| 2017/18                                | Paris Saint-Germain                    | Starligue                              | 23     | 115   | 26      | 89       | 5,0      |
| 2018/19                                | Paris Saint-Germain                    | Starligue                              | 24     | 117   | 53      | 64       | 4,9      |
| 2019/20                                | Rhein-Neckar Löwen                     | Bundesliga                             | 22     | 134   | 59      | 75       | 6,1      |
| 2020/21                                | Rhein-Neckar Löwen                     | Bundesliga                             | 30     | 163   | 69      | 94       | 5,4      |
| 2021/22                                | Rhein-Neckar Löwen                     | Bundesliga                             | 12     | 62    | 24      | 38       | 5,2      |
| 2022/23                                | Rhein-Neckar Löwen                     | Bundesliga                             | 23     | 107   | 47      | 60       | 4,7      |
| 2023/24                                | Rhein-Neckar Löwen                     | Bundesliga                             | 1      | 4     | 2       | 2        |          |
| gesamt                                 | gesamt                                 | Bundesliga                             | 435    | 2438  | 826     | 1612     | 5,6      |
| gesamt                                 | gesamt                                 | gesamt                                 | 539    | 3040  | 1017    | 2023     | 5,6      |
| Durchschnitt pro Saison (ohne 2023/24) | Durchschnitt pro Saison (ohne 2023/24) | Durchschnitt pro Saison (ohne 2023/24) | 26,9   | 151,8 | 50,8    | 101,1    |          |

Quelle: Letztes Spielerprofil bei der Handball-Bundesliga aus der Saison 2023/24 und der Lidl Starligue
(alles ohne Pokal- oder Supercup-Spiele)